# Mohau Cele
Mohau Cele (Matatiele, 28 de septiembre de 1991) es una actriz y cantante sudafricana, reconocida principalmente por su interpretación de Bongi en MTV Shuga, incluyendo la miniserie de 2020 MTV Shuga Alone Together.

## Biografía
Cele fue criada en Soweto pero nació en Matatiele en 1991 y cursó sus estudios superiores en la Universidad de Witwatersrand.
Debutó como actriz en la serie de televisión MTV Shuga, a la que se unió en la cuarta temporada interpretando el papel de Bongi. Había participado en talleres de actuación en la universidad, pero para su primer trabajo profesional debió viajar de Sudáfrica a Nigeria, donde durante seis semanas se rodó la temporada. Este seriado de entretenimiento educativo fue respaldado por la Fundación Bill y Melinda Gates y el UNICEF.
En 2017 fue un personaje recurrente en la serie Thuli no Thulani de la cadena SABC. Su participación en MTV Shuga fue renovada por dos temporadas más y en 2020 fue incluida en el reparto de la miniserie MTV Shuga Alone Together, producción educativa desarrollada durante la emergencia generada por la pandemia del COVID-19. La serie fue escrita y dirigida por Tunde Aladese y Nkiru Njoku, patrocinada por las Naciones Unidas y protagonizada además por Lerato Walaza, Sthandiwe Kgoroge, Uzoamaka Aniunoh, Mamarumo Marokane, Jemima Osunde y Marang Molosiwa.